# Their System Doesn't Work for You
Their System Doesn't Work For You è una raccolta della band hardcore punk Anti-Flag, pubblicata nel 1998 dalla A-F Records.

## Tracce
1. I Can't Stand Being with You – 2:08
2. Their System Doesn't Work for You – 2:34
3. We've Got His Gun – 2:17
4. Born to Die – 2:08
5. The Truth – 2:43
6. You'll Scream Tonight – 5:18
7. Emo Sux – 2:08
8. Anti-Violent – 3:04
9. 20 Years of Hell – 2:34
10. I'm Having a Good Day – 2:43
11. I Don't Want to Be Like You – 3:32
12. Too Late – 2:50
13. I Don't Need Anybody – 3:51
14. Betty Sue Is Dead – 3:16
15. If Not for You – 3:18
16. Meet Your Master – 3:59
17. We Won't Take No – 2:36
18. Save Me – 3:02
19. I'm Feeling Slightly Violent – 3:29

## Formazione
- Justin Sane – voce e chitarra
- Andy Flag – basso e voce
- Pat Thetic – batteria